# Valentin Lusin

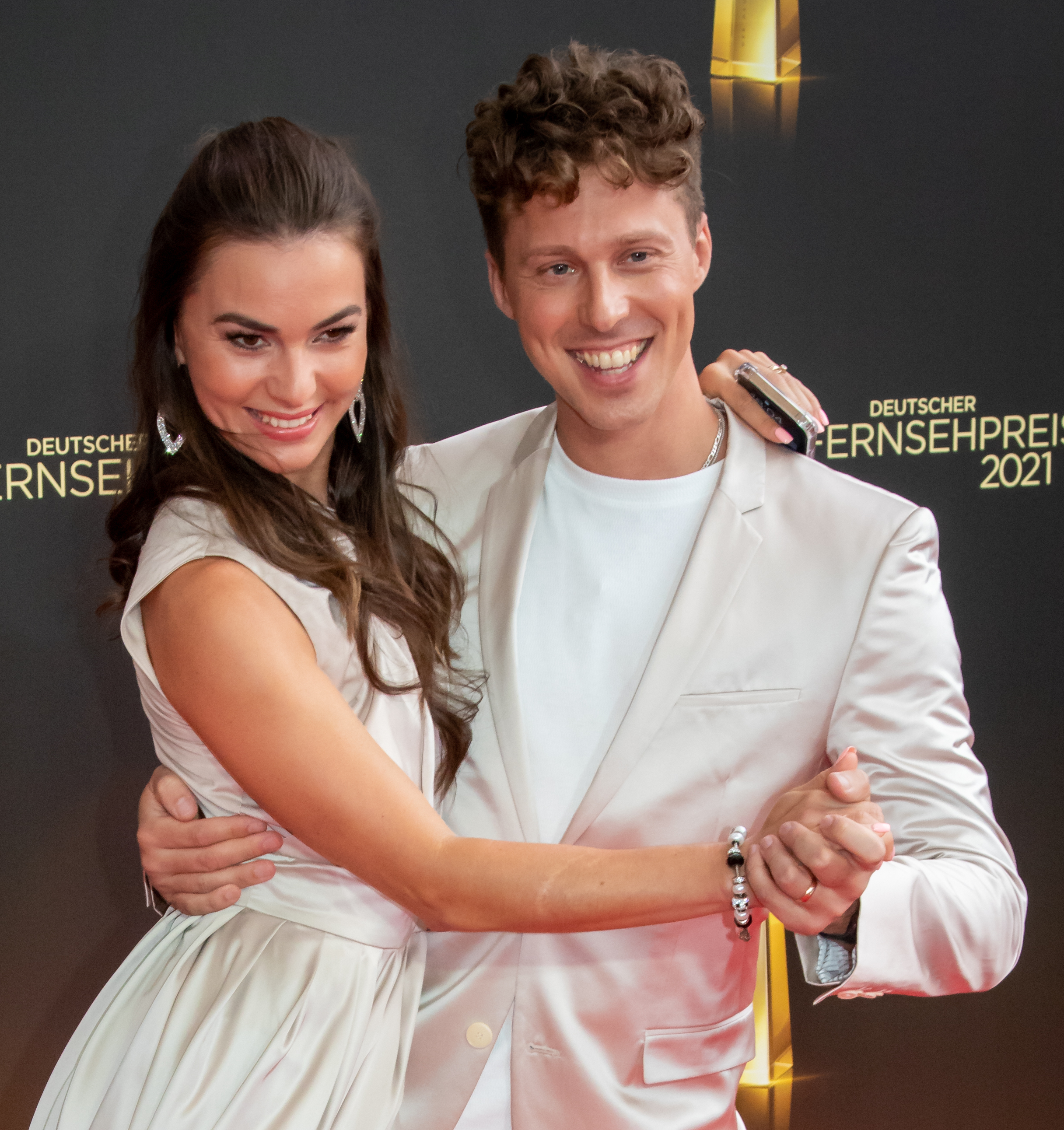
Valentin Lusin mit Renata Lusin (2021)

Valentin Lusin (* 22. Februar 1987 in Leningrad, Sowjetunion) ist ein deutscher, russischstämmiger Tänzer und Tanzsporttrainer.

## Leben
Lusin begann schon im Kindesalter mit dem Tanzen. Im Alter von sieben Jahren kam er aus Russland nach Düsseldorf. Hier begann er mit neun Jahren mit dem Tanzsport. Er tanzte von September 1997 bis August 2001 mit Claudia Nandzik und anschließend bis Juni 2003 mit Olga Nesterowa. Ab Sommer 2003 tanzte er mit Renata Buschejewa im TD Tanzsportclub Düsseldorf Rot-Weiss. Das Paar wurde mehrfacher Landesmeister in der Hauptgruppe S-Standard und S-Latein und gewann verschiedene Ranglistenturniere. Außerdem gewann es zweimal die Deutsche Meisterschaft über 10 Tänze und belegte vordere Plätze bei nationalen und internationalen Meisterschaften.
Das Paar gehörte dem Bundes-A-Kader an und belegte mehrfach den ersten Platz der Rangliste Hauptgruppe Standard des Deutschen Tanzsportverbandes (zuletzt am 28. Februar 2017). Im Herbst 2017 wechselten die beiden zu den Professionals im Deutschen Tanzsportverband. Nach dem Gewinn der Weltmeisterschaft Showdance Standard der Professionals im Oktober 2021 gab das Paar das Ende seiner aktiven Tanzkarriere bekannt.
Lusin tanzte zwei Jahre in der Standardformation des TD TSC Düsseldorf Rot-Weiß. Ab Sommer 2013 bis zum Ende der Saison 2015/16 war er neben Oliver Seefeldt Trainer des A-Teams der Formationsgemeinschaft TSZ Aachen/TD TSC Düsseldorf Rot-Weiß, das in der 1. Bundesliga Latein antrat. Seit der Saison 2018/19 ist er neben Rüdiger Knaack und Thomas Kitta Trainer der Standardformation des Braunschweiger TSC. Außerdem ist er als Trainer der Standard-Turnierpaare beim TD TSC Düsseldorf Rot-Weiss und beim TSC Schwarz-Gelb Aachen tätig.
Lusin studierte Sport und Biologie auf Lehramt an der Universität Köln und der Sporthochschule Köln. Ende Mai 2014 heiratete Lusin seine Tanzpartnerin Renata Buschejewa. Sie wohnen in Düsseldorf und wurden im März 2024 Eltern einer Tochter. Die Ehepartner beteiligten sich im März 2025 an der Spielshow Eltons 12. 
Seit 2018 nimmt Lusin an der RTL-Tanzshow Let’s Dance teil. Dreimal kam er mit seinen prominenten Tanzpartnerinnen auf Platz 9, 2019 erreichte er mit Ella Endlich wie auch 2021 mit Valentina Pahde Platz 2, ehe er 2023 mit Anna Ermakova die Show gewann. Im Ableger Die große Profi-Challenge tanzte er mit seiner Ehefrau 2019 und 2020 auf Platz 3 und 2021 auf Platz 1. Zudem erreichte er 2024 mit Massimo Sinató und 2025 mit Ekaterina Leonova erneut den ersten Platz.
| Staffel (Jahr)       | Partner                | Platzierung |
| -------------------- | ---------------------- | ----------- |
| 11 (2018)            | Charlotte Würdig       | 9.          |
| 12 (2019)            | Ella Endlich           | 2.          |
| 13 (2020)            | Ulrike von der Groeben | 9.          |
| 14 (2021)            | Valentina Pahde        | 2.          |
| Profi-Challenge 2021 | Renata Lusin           | 1.          |
| 15 (2022)            | Caroline Bosbach       | 9.          |
| 16 (2023)            | Anna Ermakova          | 1.          |
| Special 2023         | Anna Ermakova          | 1.          |
| 17 (2024)            | Ann-Kathrin Bendixen   | 4.          |
| Profi-Challenge 2024 | Massimo Sinató         | 1.          |
| 18 (2025)            | Christine Neubauer     | 6.          |
| Profi-Challenge 2025 | Ekaterina Leonova      | 1.          |

## Erfolge (Auswahl)
- 2006: 2. Platz Deutsche Meisterschaft über 10 Tänze
- 2007: 3. Platz Deutsche Meisterschaft über 10 Tänze
- 2008: 2. Platz Deutsche Meisterschaft über 10 Tänze
- 2009: 1. Platz Deutsche Meisterschaft über 10 Tänze[14]
- 2010: 1. Platz Deutsche Meisterschaft über 10 Tänze[14]
- 2011: 2. Platz Deutsche Meisterschaft über 10 Tänze[15]
- 2013: 2. Platz Deutsche Meisterschaft über 10 Tänze[16]
- 2013: 2. Platz Weltmeisterschaft Showdance Standard[17]
- 2013: 3. Platz Deutsche Meisterschaft Standard[18]
- 2014: 2. Platz Deutsche Meisterschaft Hgr-Kombination[19]
- 2015: 3. Platz Weltmeisterschaft Showdance Standard[20]
- 2015: 3. Platz Deutsche Meisterschaft Hgr-S-Standard[21]
- 2016: 2. Platz Weltmeisterschaft Showdance Standard[22]
- 2016: 3. Platz Deutsche Meisterschaft Hgr-S-Standard[23]
- 2017: 3. Platz Weltmeisterschaft Showdance Standard[24]
- 2017: 3. Platz Weltmeisterschaft Showdance Professionals Standard[25]
- 2018: 1. Platz Deutsche Meisterschaft über 10 Tänze der Professionals[26]
- 2018: 2. Platz Deutsche Meisterschaft Showdance Professionals Standard[27]
- 2019: 2. Platz WDSF-Weltmeisterschaft Showdance Professionals Standard[28]
- 2019: 1. Platz WDSF Open Professionals Standard[28]
- 2019: 1. Platz Deutsche Meisterschaft Professionals Standard[28]
- 2021: 1. Platz Weltmeisterschaft Showdance Professionals Standard[10]